# Aralia urticifolia
Aralia urticifolia là một loài thực vật có hoa trong Họ Cuồng. Loài này được Blume ex Miq. mô tả khoa học đầu tiên năm 1863.